# Google Account
Обліковий запис Google (англ. Google Account) — система загальних обліковий записів для користування сервісами корпорації Google. Таким чином, користувач одного з сервісів Google отримує на додачу і безліч інших.

## Використання
Обліковий запис Google є необхідний для користування Gmail, Google Meet та Blogger. Деякі продукти Google, такі як пошуковик, YouTube, Google Книги, Google Finance і Карти Google не вимагають входу в обліковий запис. Але обліковий запис потрібен для завантаження відео на YouTube та внесення змін в Картах Google.
YouTube та Blogger мають окремі облікові записи для користувачів, що були зареєстровані перед поглинанням Google. Однак, починаючи з квітня 2011 року, користувачі YouTube повинні підключитися до окремого облікового запису Google, якщо вони хочуть продовжувати входити в цей сервіс.
Користувачі, що мають обліковий запис Google, можуть створити публічний профіль і налаштувати його відображення в продуктах Google для інших користувачів. Профіль Google можна пов’язати з профілями в різних соціальних мережах та на сайтах розміщення зображень, а також з блогами користувачів.
Сторонні постачальники сервісів можуть впроваджувати послугу автентифікації за допомогою облікового запису Google.